# Blocada (film)
Blocada (în rusă Блокада, transliterat: Blokada) este un film epic sovietic despre Al Doilea Război Mondial, format din patru părți, filmate în perioada 1973-1977, după romanul cu același nume al lui Aleksandr Ceakovski, și regizat de Mihail Erșov.
Primele două părți (1974) au fost lansate pe 17 februarie 1975, iar ultimele două părți (1977) pe 24 aprilie 1978.

## Rezumat
Epopeea este dedicată curajului și rezistenței manifestate de poporul sovietic în zilele grele ale Asediului Leningradului din anii 1941-1942. Este prezentat modul în care leningrădenii obișnuiți au supraviețuit blocadei și modul în care a fost organizată apărarea orașului de către Cartierul General al Înaltului Comandament Suprem.
- Filmul 1 „Bătălia de la Luga”
- Filmul 2 „Meridianul Pulkovo”
- Filmul 3 „Metronomul din Leningrad”
- Filmul 4 „Operațiunea Iskra”

## Distribuție
- Iuri Solomin — maiorul Aleksei Zviaghințev
- Evgheni Lebedev — Ivan Maksimovici Koroliov
- Irina Akulova — Vera Koroliova
- Lev Zolotuhin — colonelul Pavel Maksimovici Koroliov, șef al Biroului Operații
- Vladislav Strjelcik — Fiodor Vasilevici Valițki, arhitect
- Aleksandr Razin — Anatoli, fiul lui Valițki
- Boris Gorbatov — Iosif Stalin, secretarul general al PCUS, comandantul suprem al Forțelor Armate Sovietice și comisarul poporului pentru apărare
- Serghei Harcenko — Andrei Jdanov, președintele Sovietului Suprem al Rusiei, prim-secretar al Comitetului Regional Leningrad al PCUS
- Daniil Sagal — mareșalul Kliment Voroșilov, comandantul Frontului Leningrad (septembrie 1941)
- Vasili Minin — mareșalul Semion Timoșenko, comandantul Frontului de Vest
- Valentin Abramov — mareșalul Boris Șapoșnikov, șeful Marelui Stat Major al Armatei Roșii
- Anatoli Verbițki — amiralul Nikolai Gherasimovici Kuznețov, comisarul poporului pentru marină
- Mihail Ulianov — general de armată Gheorghi Jukov, comandantul Frontului Leningrad (septembrie–octombrie 1941)
- Roman Gromadski — Aleksei Aleksandrovici Kuznețov, secretar II al Comitetului Regional Leningrad al PCUS, membru al Consiliului Militar al Frontului Leningrad
- L.A. Malahov — general-locotenent Markian Mihailovici Popov, comandantul Frontului Leningrad (august–septembrie 1941)
- Stanislav Fesiunov — general-maior Ivan Ivanovici Fediuninski, comandantul Frontului Leningrad (octombrie 1941)
- Iuri Malțev — general-locotenent Mihail Semionovici Hozin, comandantul Frontului Leningrad (octombrie 1941 – iunie 1942)
- Aleksandr Afanasiev — general-maior Iosif Nesterovici Kovaliov, șeful Biroului Comunicații al Frontului Leningrad
- Vladimir Lido — general-maior Nikolai Vasilievici Gorodețki, șeful Statului Major al Frontului Leningrad
- Iuri Kuranin — general-maior Piotr Petrovici Evstigneev, șeful Biroului Informații al Frontului Leningrad
- Iuri Alekseev — general-locotenent Konstantin Piadîșev, comandantul Grupului Operațional Luka
- Oleg Korcikov — Kozin, organizatorul Uzinei Kirov
- Lev Lemke — Isaak Moiseevici Zalțman, director al Uzinei Kirov din Leningrad, comisar adjunct al poporului pentru industria tancurilor din URSS
- Serghei Poleșaev — Aleksandr Poskriobîșev, șef al Secției Speciale a CC al PCUS (partea a II-a)
- Vasili Korzun — Kravțov, cekist
- Nikolai Fedorțov — Surovțev
- Nikolai Trofimov — Evgheni Ivanovici Pastuhov
- Ivan Krasko — locotenentul major Gorelov
- Nikolai Kuzmin — Joghin, fost culac
- Aleksei Presnețov — general-locotenent Leonid Govorov, comandantul Frontului Leningrad (iunie 1942 – iulie 1945)
- Vladimir Voronov[2] — general-colonel de artilerie Nikolai Nikolaevici Voronov, șeful Comandamentului Apărării Antiaeriene
- Igor Komarov — general-maior Mihail Pavlovici Duhanov, comandantul Diviziei 10 Infanterie
- Gherbert Dmitriev — general-maior Dmitri Nikolaevici Gusev, șeful Statului Major al Frontului Leningrad
- Gherman Hovanov — general-maior Afanasi Mitrofanovici Șilov, adjunct al șefului Biroului Logistică al Frontului Leningrad
- Oleg Hromenkov — colonelul Boris Vladimirovici Bîcevski, comandantul trupelor de geniști de pe Frontul Leningrad
- Jonas Lalas — Bîcevski, șeful trupelor de geniști
- Anatoli Alidin — Ciorohov
- Rudolf Celișcev — căpitanul de rangul I Viktor Sergheevici Cerokov, comandantul Flotilei Militare Ladoga
- Vladimir Treșcealov — colonelul Nikifor Matveevici Zamirovski, comandantul Diviziei 310 Infanterie
- Serghei Filippov — Vasili Markelovici Gubarev
- Ghiorghi Gheghecikori — Revaz Bakanidze
- Danuta Stoliarskaia — Olga Berggolț, poetă rusă
- Stanislav Stankevici — Adolf Hitler
- Juozas Budraitis — Arnim Danwitz, ofițer de blindate al Wehrmachtului
- Serghei Smeian — general-colonel Franz Halder, șeful Statului Major al Oberkommando des Heeres
- Boris Sitko — mareșalul Hermann Göring, comandantul Luftwaffe
- Vladimir Zeldin — mareșalul Wilhelm von Leeb, comandantul Grupului de Armate Nord
- Valentin Ivanov — Joachim von Ribbentrop, ministrul de externe al Germaniei
- Aleksandr Berșadski — Reichsführer-SS Heinrich Himmler, comandantul SS
- Serghei Cernov — Joseph Goebbels, ministrul propagandei al Germaniei
- Viktor Burhart — general-colonel Heinz Guderian, comandantul Grupului 2 Panzer
- Anatoli Șvederski — general-colonel Erich von Manstein, comandantul Armatei a 11-a
- Radi Afanasiev — generalul de cavalerie Georg Lindemann, comandantul Corpului 50 Armată
- D. Obrazțov — mareșalul Wilhelm Keitel, comandantul Oberkommando der Wehrmacht

## Lansare
A fost lansat în perioada 1974–1978 și a avut parte de un mare succes comercial, fiind vizionat de 22,5 milioane de spectatori în cinematografele din Uniunea Sovietică.

## Premii
- 1978 - ediția a XI-a a Festivalului Unional de Film de la Erevan: diploma de onoare a juriului. Filmul a fost proiectat în afara competiției.[4]